# صديقي المفضل هو قرد
صديقي المفضل هو قرد (بالإنجليزية: My Gym Partner's A Monkey)‏ مسلسل من إنتاج كرتون نتورك عرض للمرة الأولى في 26 ديسمبر 2005 وانتهى في 15 يناير 2010 يحكي عن فتى اسمه آدم ليون كان يدرس في مدرسة أولاد فانتقل بالخطأ إلى مدرسة فيها حيوانات وتسمى مدرسة تشارلز داروين بسبب التباس باسمه (Lyon) المتشابه مع اسم (Lion) أي أسد، لا أحد يحب آدم ليون في المدرسة عدا القرد جيك فآدم غريب الأطوار لأنه ولد يدرس في مدرسة حيوانات.

## الشخصيات
- آدم ليون: هو البشري الوحيد في مدرسة تشارلز داروين المتوسطة ويجلس مع الحيوانات المتوحشة والأليفة.
- جيك سبايدر مونكي: هو قرد وهو الصديق المفضل لآدم ليون وهو مشاكس، غبي بعض الأحيان.
- سليبس بايتون: سليبس هو ثعبان اجتماعي ومحبوب ويمتاز بسذاجة كلاسكية وهو سهل الانخداع بحيث يصدق كل ما يسمعه.
- انجغريت جيراف: هي أطول طالبة في صفها بما أنها زرافة وهي مغرمة بادم ليون.
- بيكسي فروغ: المدير الضفدع وهو يتكلم في السماعات ويدير شؤون مدرسة تشارلز داروين.
- ميس كاميليون: هي معلمة مادة المسرح والفنون في مدرسة تشارلز داروين.

## الأصوات
- إيمان البيطار - آدم ليون
- حسان حمدان - جيك، جاكي
- سيلفانا فلفلة - لوبي، ميس كاميليون، ورت هوغ، ممرضة غازيل، كيري
- شادن أبو دهن - انجغريت جيراف
- شربل أيوب - سليبس بايتون، دانيال، وينزور
- ناجي شامل - بيكسي فروغ
- بيان أبو شقرا
- زينة ضاهر - صوت مقياس الموضة
- إبراهيم ماضي - سيد ماندريل
- ريتشارد ياني - تيك، دايفد السمكة العجيبة
- رنا الرفاعي - لولا اللاما
- رالين داغر

## روابط خارجية
- صديقي المفضل هو قرد على موقع IMDb (الإنجليزية)
- صديقي المفضل هو قرد على موقع ميتاكريتيك (الإنجليزية)
- صديقي المفضل هو قرد على موقع روتن توميتوز (الإنجليزية)
- صديقي المفضل هو قرد على موقع كينوبويسك (الروسية)
- صديقي المفضل هو قرد على موقع ألو سيني (الفرنسية)
- صديقي المفضل هو قرد على موقع قاعدة بيانات الفيلم (الإنجليزية)